# Sveriges polismäns helnykterhetsförbund
Sveriges polismäns helnykterhetsförbund (SPHF) är en ideell förening i Sverige. Organisationen samlar absolutistiska polismän och andra avhållsamma polisanställda. Föreningen har ca 1500 medlemmar och samarbetar i viss mån med IOGT-NTO. 